# (11056) Volland
(11056) Volland (1991 LE2) – planetoida z grupy pasa głównego asteroid okrążająca Słońce w ciągu 3,85 lat w średniej odległości 2,45 j.a. Odkryta 6 czerwca 1991 roku.